# CeeDee Lamb
Cedarian "Ceedee" Lamb (Opelousas, Luisiana; 8 de abril de 1999), es un jugador estadounidense de fútbol americano. El 23 de abril de 2020 fue elegido en el puesto 17 global del draft por los Vaqueros de Dallas de la National Football League (NFL).
Su posición es la de receptor abierto e hizo su carrera universitaria en los Oklahoma Sooners.

## Biografía
Lamb fue criado en Opelousas, Luisiana pero debió mudarse cuando era muy pequeño por los destrozos ocasionados por el huracán Katrina en 2005. El destino entonces fue Houston, Texas. Su carrera a nivel escolar la hizo en John and Randolph Foster High School en Richmond, Texas.
Su año como júnior comenzó a demostrar talento al lograr 57 recepciones para 1.082 yardas y once anotaciones en 2015. En su temporada como sénior allí marcó números que generaron mucha expectativa. Se despidió de ese nivel con 98 recepciones para 2.032 yardas y 33 anotaciones, añadiendo otras tres en devolución de despejes. Por todo esto fue elegido first-team all-state y estuvo en el equipo All-American.
El receptor abierto recibió entonces 20 ofrecimientos de programas de la División I. en esa lista estaba por ejemplo Alabama y el equipo favorito de su niñez LSU. Luego de recibir una calificación de cuatro estrellas se comprometió con Oklahoma tras su temporada como júnior. A pesar de que tiempo después la declinó para pensarlo nuevamente, terminó inclinándose por los Sooners nuevamente.

## Carrera

### Oklahoma Sooners
El receptor abierto inició su contribución a Oklahoma desde su año como freshman sin necesitar de designarse como redshirt durante una temporada como suele suceder. En sus tres años en los Sooners jugó con tres mariscales de campo diferentes. En 2017 el QB fue Baker Mayfield, en 2018 Kyler Murray y en 2019 Jalen Hurts.
En 2017 finalizó con 807 yardas, 46 recepciones y siete anotaciones en 14 juegos para los Sooners. Fue nombrado como Freshman All-American.
En ese año superó dos veces las 100 yardas. El 16/9/2017 logró un 131-4-2 frente a Tulane en un triunfo 56-14. El 28/10/2017 su estadística ante Texas Tech 147-9-2.
Lamb mejoró sus estadísticas siendo sophomore. El WR aportó 1.158 yardas, 65 recepciones y once anotaciones. Estuvo en 14 juegos, siendo titular 13 veces. En la temporada pasó las 100 yardas cuatro veces. El 1/12/2018 tuvo 167 yardas y una anotación en seis recepciones en una victoria contra Texas.
El despegue definitivo llegó en su temporada como júnior en los Sooners. El total de yardas conseguidas fue de 1.327 en 62 recepciones, con un total de 14 anotaciones. El rendimiento que tuvo en esos 13 juegos lo convirtieron en un All-American. Fue elegido en el primer equipo del Big 12 además de liderar esa conferencia en touchdowns.
Su mejor número de yardas lo logró el 28/9/2019 frente a Texas Tech al conseguir 185. El 12/10/2019 finalizó con diez recepciones por única vez en su carrera ante Texas.
El 29 de diciembre de 2019 se declaró elegible para el draft de la NFL a pesar de que todavía podía continuar una temporada más en Oklahoma.

### Dallas Cowboys
Lamb llegó al draft como uno de los dos mejores receptores abiertos disponibles. Entre él y Jerry Jeudy se creía que estaban los dos prospectos de mayor calidad. Sin embargo, fue el tercer wide receiver en ser elegido. Henry Ruggs III fue a los Raiders con el pick 12 y Jeudy a los Broncos en el 15.
En una serie de eventos un tanto inesperados comenzó a caer puestos hasta llegar al 17. A pesar de que Dallas tenía otras necesidades más urgentes, Jerry Jones no dudó en elegir a Lamb para conformar una de las ofensivas con más herramientas de la NFL. Ahora compartirá espacio por ejemplo con Ezekiel Elliott, Amari Cooper y Michael Gallup.
El WR encabeza una clase que quizás entre en la historia como uno de los mejores drafts de los Cowboys. Después de un decepcionante 2019 Dallas ahora parte como el favorito para ganar la división NFC Este por varios años.
El deseo de Lamb era el de utilizar el número 10, pero eso no será así. Mediante un pedido de Jerry Jones, el WR finalmente utilizará el 88. Ese no es un detalle menor teniendo en cuenta que esa camiseta representa mucho para la historia de los Cowboys.